# سيمون كابرال
سيمون دي باروس كابرال (بالبرتغالية: Saymon de Barros Cabral‏) (مواليد 9 يوليو 2001، هو لاعب كرة قدم يلعب كلاعب جناح يلعب في نادي دبا الفجيرة. احترف في الإمارات في نادي خورفكان ونادي العروبة ونادي دبا الفجيرة.

## وصلات خارجية
- سيمون كابرال على موقع قاعدة بيانات كرة القدم.إي يو (الإنجليزية)
- سيمون كابرال على موقع Soccerway.com (الإنجليزية)